# Nare
Nare je rijeka u Kolumbiji, lijeva pritoka rijeke Magdalene. Pripada slijevu Karipskog mora.